# Pic Laila (vallée de Hushe)
Pour les articles homonymes, voir Pic Laila.
Le pic Laila est une montagne située dans la vallée de Hushe à proximité du glacier Gondogoro dans la chaîne du Karakoram, dans la région autonome du Gilgit-Baltistan, au Pakistan. Il possède une forme de lance distinctive due à sa face nord-ouest d'une pente de 45 degrés sur plus de 1 500 mètres de dénivelé.

## Géographie
L'altitude du pic Laila est sujette à débat. Si une carte japonaise publiée en 2003 par Tsuneo Miyamori mentionne une altitude de 6 096 mètres, des altitudes 6 200 mètres ou même 6 614 mètres sont avancées[réf. nécessaire].

## Histoire
Il est gravi pour la première fois en hiver par l'expédition espagnole composée des alpinistes Alex Txikon et José Fernandez, en février 2013.
Selon les habitants du village de Hushe, le pic Laila n'aurait été gravi jusqu'au sommet qu'à deux reprises, et seules sept personnes auraient atteint le sommet dont Simon Yates[réf. nécessaire].
Le 28 juillet 2025, l’ex-championne allemande de biathlon, Laura Dahlmeier, est victime d'un éboulement de pierres alors qu’elle gravissait le pic Laila. Sa mort est annoncée deux jours plus tard,.

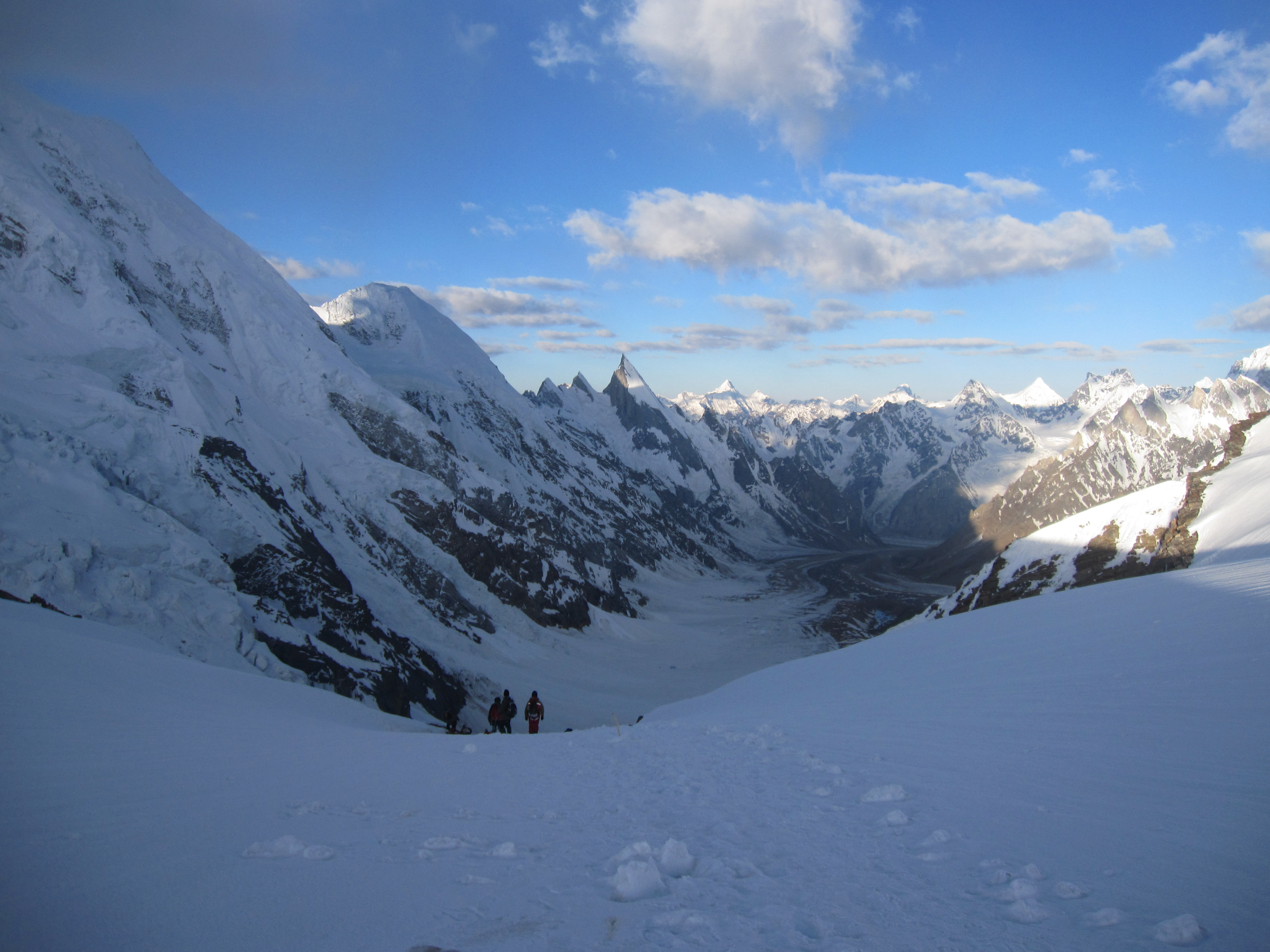
Le pic Laila vu depuis le col Gondogoro.